# 亞當斯克羅斯羅茲 (阿拉巴馬州)
亞當斯克羅斯羅茲（英語：Adams Crossroads）是一個位於美國阿拉巴馬州切羅基縣的非建制地區。該地的面積和人口皆未知。

## 地理
亞當斯克羅斯羅茲的座標為34°04′39″N 85°29′16″W / 34.077500°N 85.487778°W，而該地最高點為海拔高度224米（即735英尺）。